# 笠網漁
笠網漁（）とは、愛知県新城市出沢地区にある鮎滝において行われる、江戸時代から続く伝統的な漁法である。鮎滝笠網漁とも呼ばれる。

## 概要
毎年6月から9月にかけて行われ、鮎滝を遡上し、その際に跳躍するアユを約4mの竹の先につけた網で捕獲する漁法である。2019年までの過去5年の漁獲量から計算すると、1日あたり約500匹のアユが捕獲出来る漁法である。

## 歴史
1643年に出澤邑（当時）の領主が「棚巌」と呼ばれた岩盤を爆破し、木材流通の便を図った。その結果、遡上する鮎が増加したため、アユ漁を開始し、鮎滝付近の支配権を得た領主が村民にも漁を許可し、生計の助けとしたことから開始された。
元々は、「笠網漁」の名の通り、笠で鮎を捕獲していたが、効率をより良くするために現在のような方法で行うようになった。